# Kevin Hofland
Pour les articles homonymes, voir Hofland.
Kevin Hofland est un ancien footballeur international néerlandais né le 7 juin 1979 à Heerlen (Pays-Bas). Il jouait au poste de défenseur central désormais entraîneur.

## Biographie
Ses bonnes performances à Fortuna Sittard lui valurent d'être repéré et acheté par le PSV Eindhoven en 2000 où il s'imposera rapidement comme un maillon essentiel de la défense du géant batave, il y gagnera même sa place en sélection nationale. Cette brillante ascension attirèrent les yeux de grands d'Europe, notamment Manchester United, mais une grave blessure en 2002 brisa l'élan jusque-là parfait de sa carrière. 
En 2004, il s'engage au VfL Wolfsburg, club qui voulait bâtir une équipe de niveau européen en quelques années avec notamment l'arrivée de joueurs internationaux tels que le meneur de jeu argentin Andrés D'Alessandro (River Plate), le latéral gauche Peter van Der Heyden en provenance du FC Bruges ou encore Facundo Quiroga (défenseur central international argentin) du Sporting Portugal. Le club mit à la tête de son équipe l'entraîneur belge Eric Gerets, mais cela n'a pas suffi à amener le club sur les cimes du championnat allemand. Hofland a aujourd'hui perdu sa place au sein de la sélection néerlandaise et n'a plus le haut niveau qui était le sien avant sa grave blessure.
En juin 2007, il signe un contrat en faveur du Feyenoord Rotterdam. En juillet 2010, il rejoint le club chypriote de l'AEK Larnaca.

## Palmarès
PSV Eindhoven
- Eredivisie
  - Champion (2) : 2001, 2003
- Trophée Johan Cruyff
  - Vainqueur (3) : 2000, 2001, 2003

 Feyenoord Rotterdam
- Coupe des Pays-Bas
  - Vainqueur (1) : 2008